# Ustîmivka, Vasîlkiv
Ustîmivka (în ucraineană Устимівка) este o comună în raionul Vasîlkiv, regiunea Kiev, Ucraina, formată numai din satul de reședință.

## Demografie
Componența lingvistică a comunei Ustîmivka
     Ucraineană (98,61%)
     Rusă (1,34%)
     Alte limbi (0,05%)
Conform recensământului din 2001, majoritatea populației comunei Ustîmivka era vorbitoare de ucraineană (98,61%), existând în minoritate și vorbitori de rusă (1,34%).